# Horama plumipes
Horama plumipes är en fjärilsart som beskrevs av Dru Drury 1773. Horama plumipes ingår i släktet Horama och familjen björnspinnare. Inga underarter finns listade i Catalogue of Life.